# Johan Axel Eriksson
Johan Axel Eriksson (Österfärnebo, 24 luglio 1888 – Österfärnebo, 6 giugno 1961) è stato un architetto e inventore svedese che negli anni venti inventò il calcestruzzo aerato autoclavato.

## Biografia
Axel Eriksson si laureò nel 1916 all'Istituto reale di tecnologia (KTH) di Stoccolma.
Era attivo come assistente di Henrik Hreüger, professore alla sezione di ingegneria edile del KTH, dove si svolgevano ricerche sull'isolamento termico dei materiali da costruzione.
Eriksson fece esperimenti mescolando scisto calcinato, cemento e polvere di alluminio, esponendo poi questa miscela ad alta temperatura e pressione in un'autoclave, ottenendo un materiale leggero, compatto e con buone qualità isolanti.
Questo materiale entrò in produzione nel 1929 e inizialmente fu venduto come "calcestruzzo aerato indurito". Negli anni quaranta si cominciò a usare la denominazione commerciale Ytong. Axel Eriksson fu il direttore dello stabilimento di produzione dal 1930 al 1954.
Axel Eriksson nel 1941 divenne membro della Reale Accademia Svedese di Scienze dell'Ingegneria, ed ottenne il titolo di ingegnere nel 1942 al KTH con una tesi sul contenimento delle dispersioni termiche negli edifici.